# Héctor O'Neill
Héctor O'Neill García (Guaynabo, 20 de junio de 1945) , un político puertorriqueño, fue alcalde del municipio autónomo de Guaynabo desde 1993 a 2017, es miembro del Partido Nuevo Progresista (PNP).

## Educación
Hizo sus estudios primarios en la escuela Agustín Lizardi, del barrio Hato Nuevo donde nació, y posteriormente continuó estudios en la escuela vocacional Miguel Such, en Río Piedras, en la que recibió su diploma de Hojalatería y Mecánico de Autos. 
Inmediatamente estableció su propio taller especializado en ambas disciplinas.Eventualmente trabajó como Ajustador de Seguros de Accidentes Automovilísticos.Imbuido en su deseo de adquirir más conocimientos para descargar mejor su interés innato de servir a su pueblo, ingresó a la Universidad Interamericana de Puerto Rico (Recinto de Río Piedras), matriculándose en sus cursos nocturnos, adquiriendo en mayo de 1999 el bachillerato en Administración de Empresas con concentración en Gerencia, y fue incluido en el Cuadro de Honor de ese año por su alto índice académico.

## Carrera política
En el último proceso Primarista de 2012, el Departamento de la Policía Municipal se vio involucrado en acusaciones de fraude electoral. Según la prensa, empleados y policías municipales utilizaron direcciones falsas o de residencias que se encontraban vacías para reclamarlas como residencias ante la Junta de Inscripción Permanente (JIP), de manera que pudiesen ejercer, de manera ilegal, el derecho al voto en un lugar que no era su residencia. Este proceso ilegal, fraudulento y antitético, se llevó a cabo con miras a inducir la derrota del entonces incumbente Representante Ángel Pérez Otero, quién no pudo salir airoso del corrupto proceso. Algunos de estos casos aún no se han dilucidado, por lo que los electores del Distrito Representativo Número 6 que comprenden los Municipios de Guaynabo, Cataño y Bayamón, aún esperan justicia sobre este asunto, que a todas luces, nació y fue planificado desde el piso 7 del City Hall.
Muchos de ellos esperan ver justicia este próximo 5 de junio cuando en las urnas voten por una persona que devolverá el honor a Guaynabo, respetando los procesos democráticos. No existe duda que el exrepresentante, con su juventud y experiencia llevará las riendas de Guaynabo hasta el próximo nivel que con ansias espera la ciudad.

## Inicios
Desde muy joven demostró un decidido interés por el servicio público. En 1970 sirvió como Inspector de Cooperativas; de 1973 a 1977 fue Administrador de Obras Públicas del Municipio de Guaynabo; en 1981 se desempeñó como Ayudante Ejecutivo del Vicepresidente y Portavoz de la Cámara de Representantes. Durante ese período fue director Ejecutivo de la Comisión de Desarrollo Socioeconómico de ese Cuerpo Legislativo. Al año siguiente, y hasta 1986, fue Ayudante Ejecutivo del Alcalde de Guaynabo, Alejandro (Júnior) Cruz.
A mitad de ese año fue designado Asesor de Asuntos Administrativos y Política Pública del Municipio, cargo que desempeñó hasta 1988. Su desempeño en estos puestos de alta importancia no le impidió destacarse en el campo del deporte, en el que ha demostrado apasionado interés. En 1979 fue Presidente de la Liga Infantil de Baloncesto de Guaynabo, y en 1981 fundó la Federación de Asociaciones Deportivas de Guaynabo. También fue director por varios años de torneos de béisbol de las Ligas Infantiles y Juveniles de Puerto Rico.
En el campo político-partidista, en 1970 fue elegido Secretario de la organización Acción Progresista; en 1971 ocupó por elección la vicepresidencia de la Juventud del Partido Nuevo Progresista al nivel estatal, y en 1973 se le eligió Asambleísta Municipal de Guaynabo, convirtiéndose en el asambleísta municipal más joven de entonces. En 1987 se le seleccionó Director Auxiliar del Partido Nuevo Progresista por el Distrito Senatorial de Bayamón. En la elección general de 1988 se postuló y fue elegido Senador por el referido distrito, que abarcaba los términos municipales de Bayamón, Guaynabo, Toa Alta, Toa Baja y Cataño. Se convirtió en el primer hijo de Guaynabo en ocupar un escaño senatorial. Durante el cuatrienio 1989-92 ocupó en el Senado el cargo de Portavoz de la Delegación del Partido Nuevo Progresista en la Comisión de Cooperativismo, Industria y Comercio, en la de Juventud, Recreación y Deportes, y en la Especial del Sistema de Retiro. También fue miembro de la Comisión de Desarrollo Social y Cultural. En 1992 fue reelegido. Tras juramentar en 1993 fue designado Presidente de la Comisión de Nombramientos del Senado y de la de Recreación y Deportes.

## Alcalde
En esas funciones se hallaba en marzo de 1993 cuando falleció el alcalde de Guaynabo, Alejandro (Júnior) Cruz.
A petición de la base y el liderato de su partido en la ciudad, aceptó aspirar a la posición de Alcalde, y una asamblea de delegados lo eligió para sustituir al incumbente fallecido. El 7 de abril de 1993 juramentó el cargo. Fue el primer Guaynabeño en ser elegido Alcalde de la Ciudad. Ha sido elegido y reelegido en las subsiguientes elecciones de 1996, 2000, 2004 y 2008, y el 2012 . presidió, por segunda ocasión tras seis años anteriores, La Federación de Alcaldes de Puerto Rico y presidió el Consejo de Alcaldes del Consorcio Guaynabo-Toa Baja. Renunció a su cargo como Alcalde el 5 de junio del 2017.
| Antecesor: Alejandro Jr. Cruz | Alcalde de Guaynabo 1993- 2017 | Sucesor: Por Anunciar |

## Escándalos legales
A inicios del año 2017 alcanzaron notoriedad múltiples acusaciones de acoso sexual realizadas contra el alcalde Héctor O'Neill. El 30 de junio de 2016 una mujer policía del mismo municipio presentó una querella por hostigamiento sexual ante la División Antidiscrimen del Departamento del Trabajo Federal. En febrero del 2017 el gobernador de Puerto Rico, Ricardo Rosselló, le pide la renuncia a la alcaldía de Guaynabo. Esto tras darse a conocer que una demanda de hostigamiento sexual radicada por una agente de la policía fue tranzada utilizando fondos públicos. El alcalde se negó a renunciar a su cargo político por un periodo de tres meses. Finalmente Héctor O'neill renunció el 5 de junio  de 2017 a su puesto en la alcaldía luego de haber sido suspendido de su cargo en mayo de 2017.  La renuncia se da en medio de investigaciones administrativas y criminales.